# هراچیا پولادیان
هراچیا پولادیان (ارمنی: Հրաչյա Արշակի Փոլադյան؛ زادهٔ ۱۶ مهٔ ۱۹۷۱) دیپلمات اهل ارمنستان است.

## زندگی‌نامه
وی در ۱۶ مه ۱۹۷۱ در ایروان به دنیا آمد و از دانشگاه دولتی ایروان و دانشگاه حلب فارغ‌التحصیل گشت.